# 2106 Гюго
2106 Гюго (2106 Hugo) — астероїд головного поясу, відкритий 21 жовтня 1936 року.
Тіссеранів параметр щодо Юпітера — 3,346.